# 第8補給連隊 (フランス軍)
第8補給連隊（だいはちほきゅうれんたい、8e régiment du matériel：8e RMAT）は、マルヌ県Mourmelonに駐屯する、第1後方支援旅団隷下のフランス陸軍の後方支援連隊である。
兵種は輜重など、伝統的区分は輜重兵である。

## 沿革
- 1985年：ヴェルダンにて第8補給連隊が編成される。
- 1990年：解隊される。
- 1999年：Mourmelonにて再編成される。

## 最新の部隊編成
- 連隊本部
- 本部管理中隊
- 第1移動整備中隊
- 第2電子機器整備中隊 - （ラン駐屯地）
- 第3供給中隊
- 第4移動整備中隊 - （Couvron駐屯地）
- 第5供給中隊 - （Rastatt駐屯地）
- 第6需品中隊 - （Connantray駐屯地）
- 第10修理中隊 - （Mourmelon駐屯地）
- 第11多機能技術グループ
- 第12多機能技術グループ
- Saint-Florentin分遣隊
- Brienne-le-Château分遣隊

## 任務
- 連隊は、第1線部隊に対する補給支援をおこなう。
- 各派遣先において、技官と軍人が協力して高度な自動車整備や軍用品整備及び電子器材等の整備を行い、連隊の隊員に対して専門的な知識の普及にあたる。
- 空挺部隊に対する各種整備支援も行う。

### 定員
連隊は1000名からなる。

## 主要装備
- GIAT BM92-G1
- FA-MAS
- P4
- TRM 2000
- TRM 4000
- TRM 10000
- GBC 180